# Відар Давідсен
Відар Давідсен (норв. Vidar Davidsen, нар. 4 січня 1958, Осло) — норвезький футболіст, що грав на позиції півзахисника зокрема за клуб «Волеренга», а також національну збірну Норвегії.. По завершенні ігрової кар'єри — тренер.
Триразовий чемпіон Норвегії. Вигравав Кубок Норвегії і як гравець, і як тренер.

## Клубна кар'єра
У дорослому футболі починав грати за команду «Берум», після чого грав за столичний «Фрігг Осло».
Своєю грою за останню команду привернув увагу представників тренерського штабу клубу «Волеренга», до складу якого приєднався 1980 року. Відіграв за команду з Осло наступні сім сезонів своєї ігрової кар'єри. Більшість часу, проведеного у складі «Волеренги», був основним гравцем команди. За цей час тричі, у 1981, 1983 і 1984 роках, ставав переможцем чемпіонату Норвегії.
Завершував ігрову кар'єру у команді «Ліллестрем», за яку виступав протягом 1987 року.

## Виступи за збірну
1979 року дебютував в офіційних матчах у складі національної збірної Норвегії.
Загалом протягом кар'єри у національній команді, яка тривала 8 років, провів у її формі 46 матчів, забивши 5 голів.

## Кар'єра тренера
Перший досвід тренерської роботи отримував у клубі «Берум», після чого тренував «Стреммен».
1993 року став головним тренером команди «Волеренга», тренував команду з Осло п'ять років, після чого чотири роки тренував  «Люн».
Останнім місцем тренерської роботи був клуб «Стремсгодсет», головним тренером команди якого Відар Давідсен був з 2003 по 2004 рік.

## Титули і досягнення

### Як гравця
- Чемпіон Норвегії (3):

«Волеренга»: 1981, 1983, 1984
- Володар Кубка Норвегії (1):

«Волеренга»: 1980

### Як тренера
- Володар Кубка Норвегії (1):

«Волеренга»: 1997